# ハンター・バイデン
ハンター・バイデン（Hunter Biden）、本名ロバート・ハンター・バイデン（Robert Hunter Biden、1970年2月4日 - ）は、アメリカ合衆国の弁護士、実業家、画家。第46代アメリカ合衆国大統領ジョー・バイデンの次男。ウクライナ国内や中国などに関する国際的な汚職疑惑「ハンター事件」を発生させた。

## 来歴
1970年2月4日、デラウェア州ウィルミントンで生まれた。
1972年12月18日に母親の運転する車が交通事故に遭い、母親と妹は死亡、ハンターと兄のボーも重傷を負った。父親のジョー・バイデンは1977年に再婚、ジル・ジェイコブスが継母となった。1981年にはバイデンの異母妹アシュリーが誕生。兄のボーは46歳のとき脳腫瘍で死去したため、2021年現在存命の兄妹はアシュリーのみである。
ハンターは父や兄と同じくデラウェア州クレイモントにあるカトリック系の高校を卒業、 1992年には名門ジョージタウン大学で歴史学の学士号を取得した。 大学卒業後はオレゴン州ポートランドの教会でイエズス会のボランティアを務め、ここで出会ったキャスリーン・ブールと1993年に結婚した。 そののちイェール大学ロースクールに編入し、1996年に卒業・弁護士登録している。
卒業後銀行持株会社MBNAで役職に就いた。この会社は父親の政治キャンペーンへの主要献金者のひとつで、1998年までに、バイデンは副社長に昇進した。 そののち2001年まで米国商務省に勤務し、電子商取引政策に関わっている。
国務省を退いたあとバイデンはワシントンでロビイストとなり、共同事務所を設立。彼の父親とは、「父親はロビイングのクライアントについてハンターに聞かないし、ハンターはそれらについて父親に言わない」という誓約を交わしたとされている。
2006年、ジョージ・W・ブッシュ大統領によって5年間の任期で長距離旅客鉄道会社アムトラックの取締役に任命。取締役会の副会長を務めたのち、父親がオバマ政権で副大統領に就任した直後の2009年1月に辞任した。ハンターは父親が副大統領に指名された大統領選挙の運動中に、自らのロビー活動を終了したと宣言している。
2020年以降は画家として活動しており、2021年秋に個展を開催する予定がある。2021年10月時点で、少なくとも5作の絵画が1作あたり75000ドルの価格で売られ、他の一部の作品は50万ドルの高値が付くと言われた。

## 疑惑・事件

### アメリカ
2006年、ハンターは叔父のジェームズ・バイデンと立ち上げたLLP（有限責任事業組合）を通じてヘッジファンド会社のパラダイムグローバルアドバイザーズLLC（Paradigm Global Advisors）の株式を取得した。2008年のパラダイムの財務諸表監査では「財務諸表が適時に作成されていない」「投資助言業者への支払いがファンドの支出に計上されていない」などの会計上の問題が指摘された。パラダイム社は1991年、世界平和統一家庭連合（旧・世界基督教統一神霊協会=統一教会）の創立メンバーの一人の義理の息子、ジェームズ・パクによって設立された。同社が運営するファンドの一つは2009年、後に80億ドルのネズミ講事件で有罪となった資産家アレン・スタンフォードと関係があり、アレン・スタンフォードの会社はパラダイムのファンド・オブ・ファンズ（他のファンドに投資するファンド）の一つの販売を請け負う一方、そのファンドに数百万ドルを投資していた。2010年、パラダイム社は任意清算を申請した。
2009年、ハンターは元アメリカ国務長官・ジョン・フォーブズ・ケリーの継子で加工食品事業で財を成したハインツ家の跡取りであるクリストファー・ハインツとそのイェール大学時代の学友で資産家のデボン・アーチャーと共同で、ローズモント・セネカ・パートナーズを立ち上げた。
2014年、デボン・アーチャーはローズモント系列の不動産投資ファンドの売り込みでウクライナを訪れた際、ガス会社ブリスマの共同創業者のミコラ・ズロチェフスキーと接触。のちにブリスマの役員となり、直後にハンターもブリスマに加わった。
2013年に行われた薬物検査でコカインの陽性反応が出たため米海軍予備役を除隊処分を受けていたことが2014年10月に明らかになった。
2022年12月3日にはTwitter社を買収したオーナー社長であるイーロン・マスクによって、同社の過去の社内文書「Twitterファイル」が公開され、同社が民主党からの削除要請を優先的に受理し、ハンター・バイデンの疑惑を隠蔽していた事実が再確認された。

2023年6月20日、2件の税法違反と不法な銃所持の疑いで連邦検察に訴追された。当初ハンターは司法取引に応じて容疑を認めており、2年間の保護観察で決着する見込みであった。しかし、7月26日にデラウェア州連邦地裁で開かれた審理にて、事前に合意した司法取引によって別の容疑による訴追が排除されるかどうかについて意見が対立。判事は検証にさらなる時間が必要として承認を見合わせた。
同年8月11日、メリック・ガーランド司法長官はハンターの捜査を独立して行う特別検察官に、これまでハンターを捜査してきたデラウェア州のデビッド・ワイズ連邦検事を任命したと発表した。
司法取引の交渉は最終的にいずれも決裂した。9月14日に薬物依存であることを申告せずに違法に銃を所持した罪でデラウェア州の連邦大陪審に起訴され、また脱税についても12月7日に税金の申告や納付を故意に怠るなど9件の連邦税法違反容疑で起訴された。
2024年6月11日、デラウェア州連邦地裁の陪審団は銃の不法購入・所持について有罪評決を下した。2024年アメリカ合衆国大統領選挙を戦う父親のジョー・バイデンは、陪審員団の決定に従うとした上で「私は彼を赦免しない」と表明した。しかし12月1日、一転、ジョー・バイデンはハンターに恩赦を与えたと発表した。

### ウクライナ
ハンター・バイデンは、2014年から2019年まで、ウクライナの天然ガス会社であるブリスマ・ホールディングスの取締役を務めた。この期間で月額5万ドル（約536万円）の報酬を受けていた。
2019年、ドナルド・トランプ大統領は、ウクライナのウォロディミル・ゼレンスキー大統領との電話会談の中で、バイデン親子のウクライナにおける活動について捜査するよう促した。後に、この要請が明るみになるとナンシー・ペロシ下院議長らは反発、大統領が国の安全保障を脅かし大統領宣誓と憲法に違反していると批判、大統領の弾劾手続きに向けた調査の契機となった。しかし、当該企業の役員就任について2019年10月15日に放送されたABCニュースとのインタビューで「今思えば、まずい判断だった」と発言した。
2020年10月の大統領選挙直前、ハンターが数年前、副大統領を務めたジョー・バイデンをブリスマ・ホールディングスの関係者に紹介したことを示唆する内容の電子メールがハンターのノートパソコンから送られたとする記事がニューヨーク・ポストに掲載されたが、TwitterとFacebookは同記事をプラットフォーム上から消した。ロン・ジョンソン上院議員は両社が政治的に偏り、バイデン親子を攻撃から守ろうとすると指摘した。
2024年2月15日、デビッド・ワイズ特別検察官はハンターとブリスマの関係などについて虚偽の情報をでっち上げたなどとして、FBIの情報提供者だった男を起訴した。この男がブリスマ幹部らに接触したのはバイデンが副大統領を退任した後の2017年で、贈収賄に関する証言は虚偽だったと判明した。

### ロシア
2020年10月25日、ロシアのウラジーミル・プーチン大統領は、ハンターのロシアやウクライナとの過去のビジネス上の関係について「刑事犯罪に当たる要素は全く見当たらない」との認識を示し、バイデンをこの問題で攻撃してきたトランプ大統領の主張に同調しなかった。

### 中国
2013年、ハンターは上述のデボン・アーチャー、クリス・ハインツと共に設立したローズモント・セネカ・パートナーズを通して、中銀国際が支援する中国の企業であるBohai Industrial Investment Fundとハーヴェスト・ファンド・マネジメントと共にBHRパートナーズを設立した 。
右派の政治コンサルタント及び作家であるピーター・シュバイツァーが2018年に出版した著書『Secret Empires: How the American Political Class Hides Corruption and Enriches Family and Friends』によれば、2013年12月ジョー・バイデンが副大統領として中国を公式訪問した際ハンターも同行した。その後ローズモント・セネカ・パートナーズに中国の銀行から10億ドル(約1100億円）の出資金が振り込まれ、それは後に15億ドル(約1650億円）に増額されたという。
ハンターの弁護士ジョージ・メジレスが代理で発表した声明によると、ハンターは2019年10月末に中国国有企業の支援を受けたプライベート・エクイティ・ファンド運用会社を退職し、また父親のジョー・バイデンが大統領に就任した場合、その在任期間中に外資系企業への勤務や取締役就任を控えると表明した。
2019年10月3日、ドナルド・トランプ大統領は中国政府に対してバイデン親子を調査するよう呼びかけた。
ハンターは2020年12月9日に東部デラウェア州の連邦地検から税務問題で捜査を受けていることを自ら公表したが、CNNは中国との取引が対象と報じている。